# Galatina
Galatina (San Pietro in Galatina bis 1861, As Pètro in Griko, San Pietru im lokalen Dialekt) ist eine italienische Gemeinde in Süditalien.

## Geografie
Die Stadt hat 25.485 Einwohner (Stand 31. Dezember 2023). Sie liegt in der Provinz Lecce in der italienischen Region Apulien, etwa 20 Kilometer südlich der Provinzhauptstadt Lecce.

## Name und Wappen
Der Name soll sich vom altgriechischen Kalos Athina, „schöne Athene“ oder Galactos Athina, „Milch-Athene“ ableiten.
Das Stadtwappen beinhaltet drei Hauptbestandteile: Eule, Schlüssel und Krone. Im Vordergrund die Eule, ein Emblem der Athene, römisch: Minerva. Minerva, Göttin der Weisheit, wurde in dieser Region besonders verehrt, wie etliche Tempelruinen, z. B. in Otranto oder Leuca, bezeugen. Die Schlüssel des Vikars Christi mit den Worten „Adversus hanc petram portae inferi non praevalebunt“ sind auf Papst Urban VI. zurückzuführen. Die Krone weist auf eine königliche Auszeichnung von 1484 hin: Galatina hatte, verglichen mit den anderen Städten, den Feinden des Königs am besten getrotzt.

## Geschichte

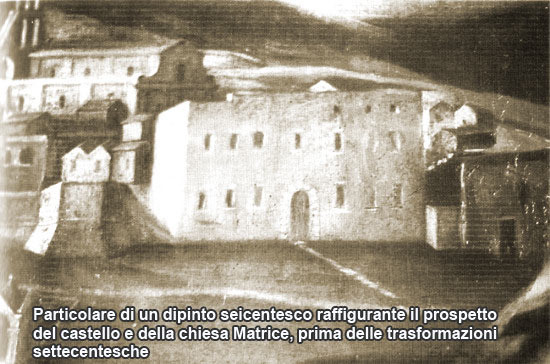
Herzogliches Schloss von Galatina (Ausschnitt eines Gemäldes aus dem 16. Jahrhundert)

Der Stadtname Galatina und ihr Wappen sollen die griechische Herkunft bezeugen. Spuren, die Hinweise zu den Griechen liefern, finden sich heute allerdings relativ wenige. Deshalb bildet die Suche danach den Schwerpunkt der historischen Forschung in dieser Region. Die Geschichte ist hier erst ab dem 14. Jahrhundert gut dokumentiert.

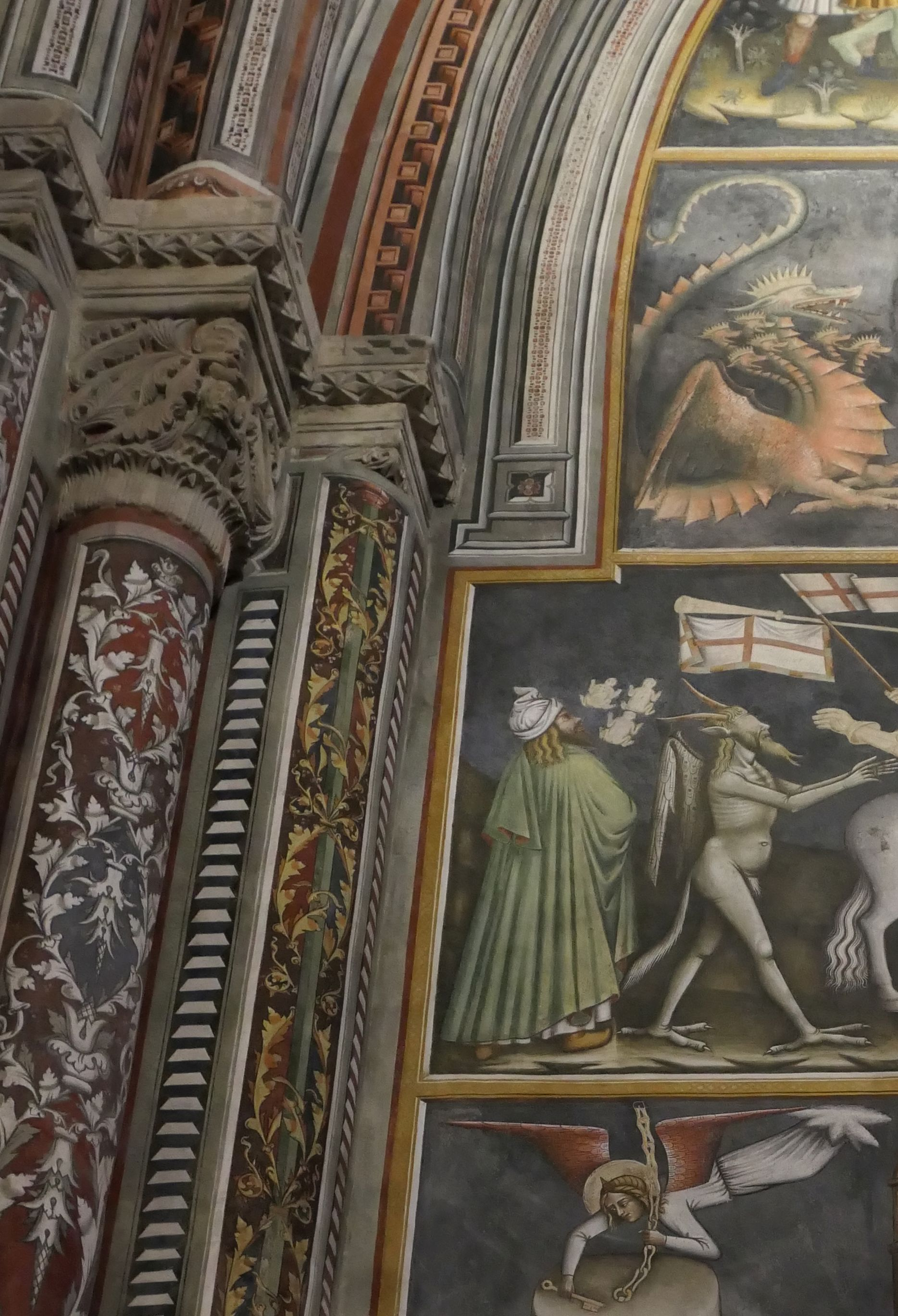
Basilika Santa Caterina d’Alessandria mit reicher Freskenmalerei und Blattmaske Kapitell

1485 erhielt Gjon Kastrioti II., Sohn von Gjergj Kastrioti, genannt Skanderbeg, von König Ferdinand I. aus Dankbarkeit für seine Hilfe in der Rückeroberung von Gallipoli in Apulien (Juni 1480), im Salzkrieg (1482–1484) gegen die Republik Venedig und in der Verteidigung von Vieste auf der Halbinsel Gargano (1484) den Adelstitel. Im Austausch für seine von seinem Vater geerbten Lehnsgüter San Giovanni Rotondo und Monte Sant’Angelo erhielt er im Salento Soleto und San Pietro in Galatina ohne die seinem Vater außergewöhnlichen gewährten Privilegien. Gjon und sein Sohn Ferrante wurden zum 1. Herzog und 2. Herzog von Galatina.
Galatina besitzt seit dem 20. Juli 1793 dank eines königlichen Dekretes das Stadtrecht.

## Infrastruktur
Der Bahnhof von Galatina liegt an der Bahnstrecke Lecce–Gallipoli.
In der Nähe von Galatina befindet sich die Stromrichterstation der HGÜ Italien-Griechenland, eine Seekabelverbindung nach Griechenland.

## Söhne und Töchter der Stadt
- Pasquale Cafaro (1715–1787), Komponist
- Giuseppe Lillo (1814–1863), Komponist
- Luigi Viola (1851–1924), Archäologe
- Aldo Vallone (1916–2002), Romanist und Danteforscher
- Vincenzo Pisanello (* 1959), katholischer Geistlicher, Bischof von Oria
- Dolcenera (* 1977), Popsängerin
- Alessandra Amoroso (* 1986), Sängerin
- Andrea Esposito (* 1986), Fußballspieler